# Rivière De Pontois
Rivière De Pontois är ett vattendrag i Kanada.   Det ligger i provinsen Québec, i den östra delen av landet, 900 km norr om huvudstaden Ottawa. Rivière De Pontois ligger vid sjön Lac Pikwahipanan.
Trakten runt Rivière De Pontois är nära nog obefolkad, med mindre än två invånare per kvadratkilometer.